# Weiße Rose (ópera)
Weiße Rose (título original en alemán; en español, Rosa Blanca) es una ópera de cámara en un acto con música del compositor Udo Zimmermann y libreto del hermano del compositor, Ingo Zimmermann, quien es un escritor y periodista bien conocido en Alemania. Se estrenó en Dresde el 17 de junio de 1967 y, en versión revisada, en Hamburgo el 27 de febrero de 1986.
La ópera narra la historia de Hans y Sophie Scholl, unos hermanos jóvenes veinteañeros que fueron guillotinados por los nazis en 1943 por liderar Die Weiße Rose, un grupo de resistencia no violento. La ópera se estrenó en el Conservatorio de Dresde el 17 de junio de 1967. La ópera fue recibida bastante bien pero no suscitó interés en una producción profesional.
Una versión revisada y menos convencionalmente narrativa de la ópera se estrenó en la Ópera del Estado de Hamburgo el 27 de febrero de 1986 y fue un éxito tanto de público como crítica. La ópera se convirtió en un éxito internacional y ha tenido representaciones en muchos de los principales teatros de ópera y orquestas destacadas incluyendo la Ópera Estatal de Viena, Ópera Cómica de Berlín, Ópera de Zúrich, el Festival de Salzburgo, y la Orquesta Filarmónica de Israel entre otras. El estreno estadounidense de la ópera fue presentada por la Ópera de Omaha en 1988 con la soprano Lauren Flanigan como Sophie.

## Personajes
| Reparto       | Tesitura         | Estreno de la ópera revisada, 27 de febrero de 1986 (Director: Udo Zimmermann) |
| ------------- | ---------------- | ------------------------------------------------------------------------------ |
| Hans Scholl   | tenor*Véase nota | Lutz-Michael Harder                                                            |
| Sophie Scholl | soprano          | Gabriele Fontana                                                               |

- Nota — La tesitura y rango del papel de Hans es tal que una serie de barítonos con buena extensión superior han aprendido e interpretado el papel.

## Grabaciones
- Die weiße Rose[N 1] con Udo Zimmermann (director), Gabriele Fontana (Sophie), Lutz-Michael Harder (Hans) y los Instrumentalensemble München. Emitido por el sello Orfeo en 1988.
- Weiße Rose con Udo Zimmermann (director), Grazyna Szklarecka (Sophie), Frank Schiller (Hans), Orquesta de cámara Musica Viva, Berlin Classics, 2005.